# José Denis Belgrano
José Denis Belgrano (Málaga, 8 de abril de 1844-Málaga, 12 de febrero de 1917) fue un pintor español, notable exponente de la escuela malagueña de pintura. Fue el pintor preferido de la burguesía malagueña del siglo XIX y principios del XX. Su obra costumbrista alcanza gran maestría.

## Biografía
Gracias a la ayuda de Carlos Larios, marqués de Guadiaro, pudo viajar a Roma en 1862, donde estudió durante dos años y recibió la decisiva influencia de la obra de Mariano Fortuny, al que sin embargo no llegó a conocer. Más tarde, en Málaga, se matriculó en la Escuela de Bellas Artes (1868), donde fue alumno de Bernardo Ferrándiz. En 1875 vuelve a Roma donde permanece dos años. A su regreso a Málaga ya es un pintor consagrado: decora el Palacio de Heredia, expone con gran éxito sus cuadros (dibujos, acuarelas, óleos) e imparte clases como profesor de la Escuela desde 1887.Falleció en su ciudad natal y está enterrado en el cementerio de San Miguel. El Museo de Bellas Artes de Málaga conserva algunas de sus obras. Una calle y un centro de educación pública en Málaga llevan su nombre.